# Affaire Lockheed
L'affaire Lockheed est un scandale international, faisant suite à un système de corruption et de commissions organisé par des responsables du groupe aérospatial Lockheed entre la fin des années 1950 et les années 1970, lors de la négociation de ventes d'appareils aéronautiques. Il a des conséquences politiques en Allemagne de l'Ouest, en Italie, aux Pays-Bas et au Japon. Aux États-Unis, le scandale mène l'entreprise au bord de la faillite, d'autant plus qu'il survient en même temps que l'échec de son long-courrier L-1011 TriStar.

## L'affaire Lockheed en Allemagne

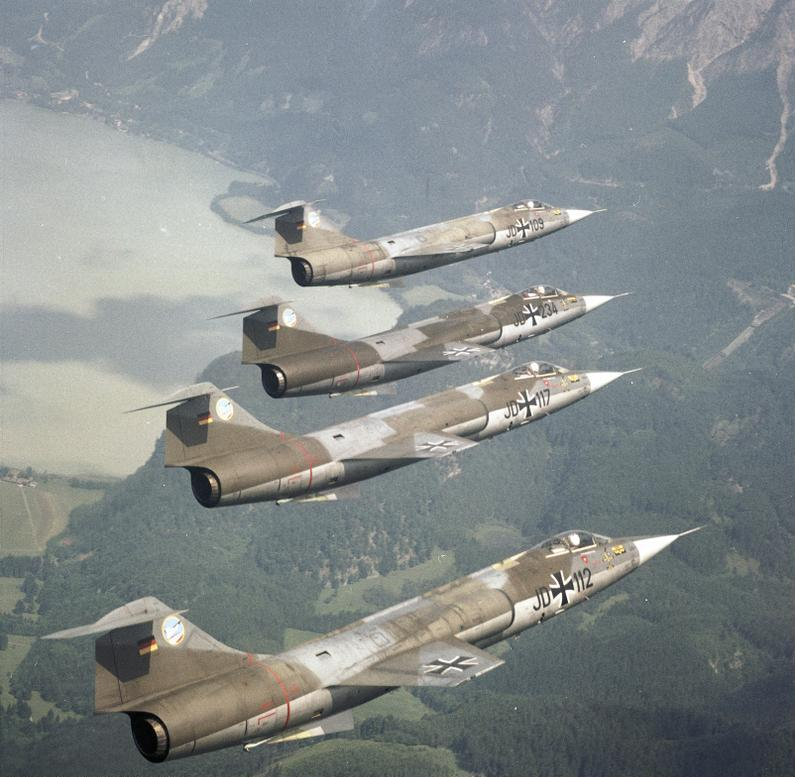
Starfighters de la Luftwaffe.

D'après les déclarations d'un ex-lobbyiste de Lockheed, Ernest F. Hauser, le ministre de la Défense Franz Josef Strauß et son parti auraient reçu en 1961 dix millions de dollars de commission pour la commande de 916 avions de combat F-104 Starfighter. Strauß a porté plainte en diffamation contre Hauser pour cette déclaration. Le jugement a conclu à l'insuffisance des preuves.
Mais l'affaire fut de nouveau agitée dans la presse au cours de la campagne des élections au Bundestag de 1976. Plusieurs documents vraisemblablement falsifiés furent alors adressés aux medias, indiquant entre autres que Manfred Wörner, député CDU membre de la Commission fédérale de la Défense, aurait été invité gratuitement à visiter les sites de production du constructeur aux États-Unis. D'un autre côté, il était tout aussi manifeste que la plupart des documents relatifs aux négociations du ministère fédéral de la Défense avec Lockheed depuis 1962 avaient été détruits. Sur la base de nouveaux indices, le Bundestag  mit sur pied une commission d'enquête, qui de janvier 1978 à mai 1979 reprit à zéro l'examen du dossier. L'enquête menée conjointement par les autorités américaines dans les archives de la compagnie a confirmé que le voyage de Wörner avait été financé par le Bundestag et s'inscrivait dans le cadre des vols d'essais comparatifs du Viking S-3. Seuls les frais de déplacement de la secrétaire de Wörner et le billet de retour de Wörner depuis les États-Unis ont été payés par Lockheed :
« Woerner était accompagné par sa secrétaire, dont une partie des dépenses fut remboursée par Lockheed. En outre, Woerner avait « perdu » son billet retour et Lockheed lui procura un billet de remplacement ».
Un lobbyiste de Lockheed, Christian Steinrücke, déconseilla au mois d’octobre 1975 à l'ambassadeur des États-Unis en Allemagne, Martin J. Hillenbrand, d'enquêter sur les dessous du marché Starfighter, car ils étaient susceptibles d'attirer des ennuis au chef de la coalition conservatrice, Franz-Josef Strauß :
« Steinrücke m'a conseillé de ne pas poser trop de questions sur l'achat des F-104 parce que cela aurait valu de gros ennuis à Herr Strauss. Il ne s'est pas étendu là-dessus mais au ton de ses allusions il voulait parler de la situation de Strauss dans la campagne électorale. Ses commentaires indiquaient qu'il était très lié au CSU et qu'il s'intéressait de près à la stratégie et aux finances du parti. Pourquoi, m'a-t-il dit à un moment, vous inquiéter si des multinationales américaines financent des campagnes électorales ?, »
Les recherches menées par Fritz-Josef Rath, le chef de la brigade anti-corruption, ont révélé que Lockheed a versé entre 1,1 et 1,3 million de DM de pots-de-vin, dont « une somme considérable » (« eine beträchtliche Summe ») à Heinrich Sellschopp, directeur de la division « Engins aéroportés » de l'Office fédéral des techniques d'armement et de l'approvisionnement à Coblence. Aux dires de l'ex-commercial de Lockheed, Paul White, le banquier Hermann Josef Abs et Franz-Josef Strauß avaient reçu de l'argent dans le cadre de la vente d'appareils du type Lockheed Constellation et Electra L-188 à la société nationale Lufthansa. Lockheed aurait poursuivi ces pratiques lors de la vente du F-104 :
« White a déclaré au FMOD (Foreign Ministry of Defense) que Lockheed avait employé Frank Fahle sur suggestion de Herman Abs, que Abs et Strauss avaient touché de l'argent dans le cadre de la vente des Constellations et des Electras à Lufthansa, et que les mêmes pratiques avaient cours pour la négociation du L-104. White avait démissionné de Lockheed avant les premiers versements des commissions pour le L-104, ce qui fait qu'il était incapable de donner les détails du modus operandi,. ».

## Japon

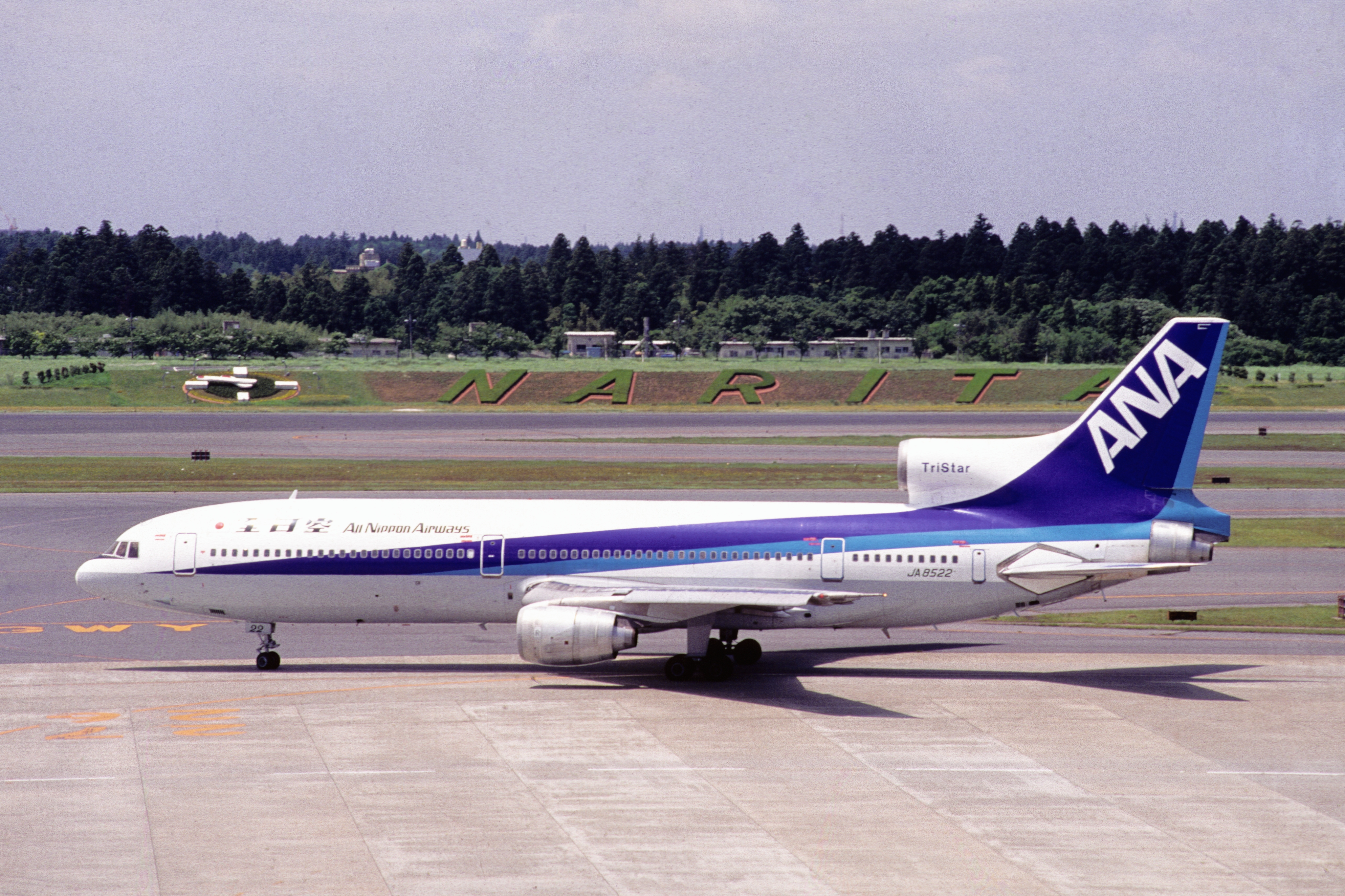
Un Lockheed L-1011 TriStar des All Nippon Airways

Au Japon, le scandale politico-financier éclata en 1976. Cette affaire de corruption des élites nipponnes mêlait organisations criminelles et milieu des affaires japonais à la CIA. Y étaient notamment impliqués le premier ministre de l'époque Kakuei Tanaka, qui a alors quitté ses fonctions, et Yoshio Kodama, parrain connu de la mafia japonaise.

### Contexte politique
Après la Seconde Guerre mondiale, une constitution démocratique et libérale voit le jour au Japon, sous la pression des autorités américaines d'occupation. Un régime parlementaire de type occidental est alors instauré. 
À l'époque, le parti politique prédominant est le Parti libéral démocrate (PLD). Il est issu d'une récente fusion du Parti libéral et du parti progressiste coalisés depuis 1946, d'où il a acquis le nom de Jimintō. Or le Jimintō compte un nombre d'adhérent qui, additionné aux organismes satellites, est très important. Cette popularité considérable et ces ramifications dans le monde des affaires ont permis au Jimintō de d'amasser d'importants fonds, et sans doute de le prédestiner au système de corruption et de pots-de-vin qui s'est ensuite mis en place sous l'égide de la CIA.

### La contribution des différents acteurs américains
Les fonds des opérations successives ont été allégués aux spécialistes du courtage monétaire employés par la CIA. 
L'entreprise new-yorkaise Deak & Company, a elle assuré les transferts occultes des capitaux de la Suisse au Japon.

### Description

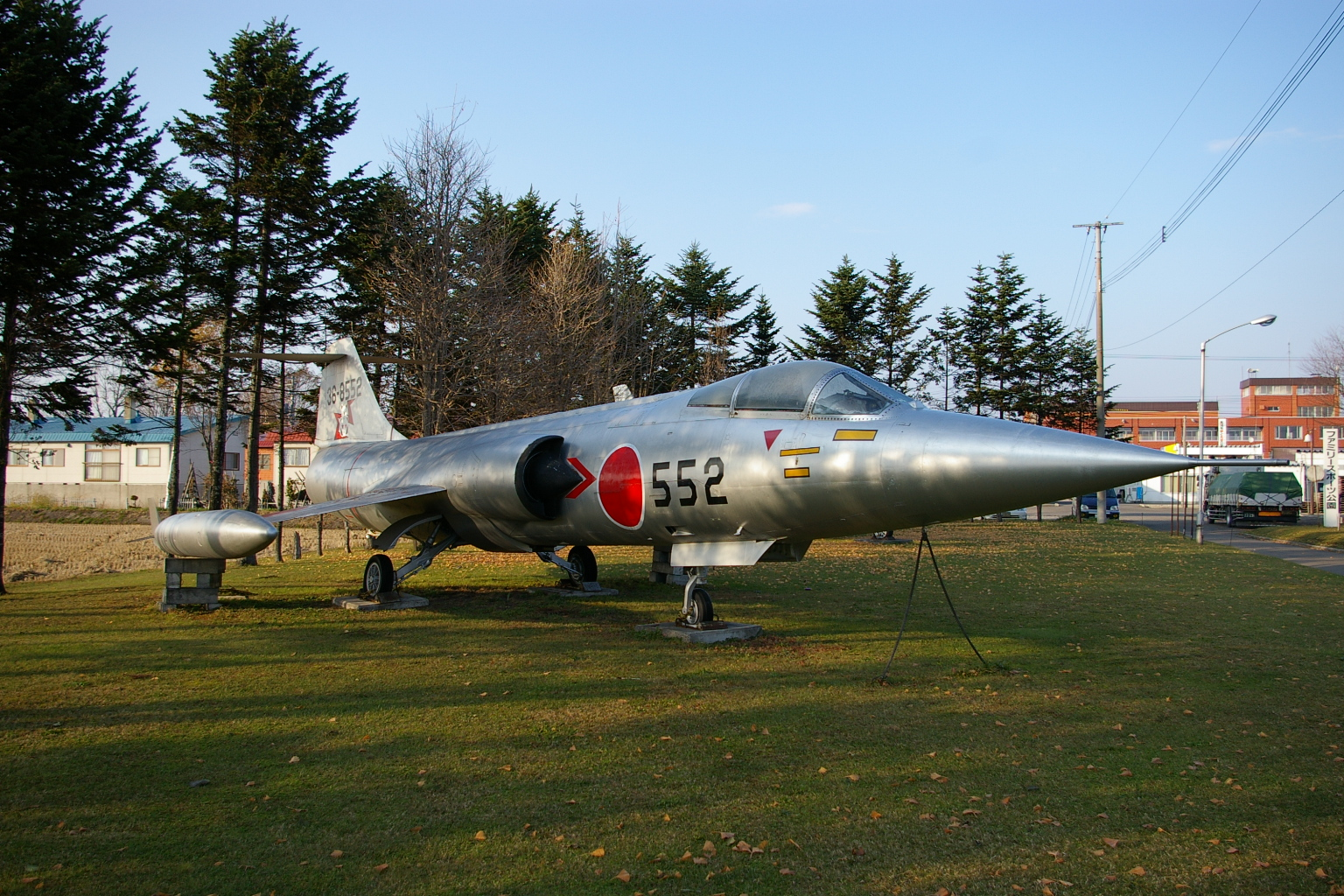
Un F-104J des forces japonaises exhibé à Chippubetsu.

L'affaire commence en 1957 quand le représentant de la célèbre firme aérospatiale Lockheed, John Kenneth Hull, décide de s'installer au Japon. Il lui a été donné pour mission de vendre le Starfighter, un modèle d'avion de chasse, à l'armée nipponne. 
Pour ce faire, John Kenneth Hull prend contact avec Taro Fukuda, un proche de Yoshio Kodama, figure majeure du crime organisé. Ce dernier bénéficie d'un important réseau relationnel composé de hauts fonctionnaires, ce qui lui confère une influence considérable. Yoshio Kodama demande alors l'appui du Premier ministre de l'époque, Nobusuke Kishi, et de Banboku Ōno, alors vice-président du Parti libéral démocrate. L'agence nationale de la Défense nipponne se détourne finalement du Grumman F-11F, modèle concurrent du Starfighter. L'opération connaît un immense succès, un total de 210 F-104J sera construit, trois par Lockheed, 29 par Mitsubishi avec des composants fabriqué de Lockheed et 177 entièrement par Mitsubishi sous licence, si bien que le constructeur américain fera de nouveau appel à Yoshio Kodama par la suite.
En effet le L-1011 Tristar, un appareil de transport civil, doit être vendu. Yoshio Kodama fait cette fois-ci appel à une autre de ses connaissances, Kenji Osano, un proche du ministre du Commerce international et de l'Industrie, intime du futur Premier ministre japonais Kakuei Tanaka.
Le marché est finalement conclu avec l'entreprise Lockheed, et plusieurs dizaines d'appareils vendus, dès l'accession au pouvoir de Kakuei Tanaka. L'ensemble des services rendus par Yoshio Kodama lui permettront de toucher entre douze et treize millions de dollars.
En 1976, le scandale retentit. Les activités de la CIA au Japon sont dévoilées, dont son rôle dans l'avènement des élites politiques. Kakuei Tanaka est contraint de démissionner, Yoshio Kodama est anéanti, il quitte la scène politique et se réfugie dans sa propriété. Il est écrasé par les pressions exercées par les médias, et fait face à de nombreuses attaques qui jamais n'aboutiront. Néanmoins, il a dû pour la première fois rendre compte de ses agissements criminels devant les tribunaux.
L'ampleur de l'affaire est telle que Henry Kissinger prétend dès la révélation de l'affaire que les éléments divulgués mettent en péril la sécurité nationale des États-Unis.

## Pays-Bas
Le prince Bernhard, mari de la reine Juliana, est accusé de corruption passive en 1975 : il aurait reçu 1 100 000 $ de la part de Lockheed pour favoriser l'achat de Lockheed F-104 au détriment des Mirage 5. Le Premier ministre Joop den Uyl ordonne la création d'une commission d'enquête tripartite (Commissie van Drie), regroupant A. M. Donner (1918-1992), magistrat près la Cour européenne de Justice, Marius Holtrop (ancien directeur de la Banque des Pays-Bas) et le président de la Cour des comptes, Henri Peschar (1921-2010). Après avoir plaidé non-coupable, le prince Bernhard doit néanmoins se démettre de toutes ses fonctions et mandats publics (notamment sa charge d'inspecteur-général des armées). À sa mort, le 1er décembre 2004, le rapport de la commission d'enquête est rendu public : il établissait de manière accablante la culpabilité du prince,, ce qui affaiblit la monarchie.

## Italie
En Italie, le président de la République Giovanni Leone est contraint à la démission le 15 juin 1978 six mois avant la fin de son mandat, à la suite des pressions du Parti communiste italien en raison d'une campagne de presse virulente qui l'accusait de corruption.